# Ismet Saqiri
Ismet Saqiri (1918 - ) was een Joegoslavisch politicus van de partij Liga van Communisten van Kosovo (Savez Komunista Kosovo (i Metohija), SKK), de toen enige politieke partij van Kosovo.
Van  20 februari tot 12 december 1953 was hij parlementair president van de Autonome Provincie Kosovo en Metohija, de naam van Kosovo tussen 1946 tot 1974 als onderdeel van de republiek Servië in de federatie Joegoslavië.
Zijn voorganger was Fadil Hoxha in zijn eerste termijn van 1945 tot 1953. Zijn opvolger was de Montenegrijn Đorđije Pajković.
- International Standard Name Identifier: 0000 0000 3239 3946
- Library of Congress Control Number: n78007346
- Virtual International Authority File: 6185511
- WorldCat: E39PBJhhtP4YPMdW4WXCMGB773